# Syrphoctonus cressonii
Syrphoctonus cressonii är en stekelart som beskrevs av Davis 1895. Syrphoctonus cressonii ingår i släktet Syrphoctonus och familjen brokparasitsteklar. Inga underarter finns listade i Catalogue of Life.